# Joseph Michel
Joseph Michel (Saint Mard, 25 ottobre 1925 – Arlon, 3 giugno 2016) è stato un politico belga più volte ministro, è stato Presidente della Camera dei rappresentanti dal 24 ottobre 1980 al 18 dicembre 1981.

## Biografia
Figlio di un massone, Joseph Michel è laureato in Scienze economiche e Notarili presso la Université catholique de Louvain ed è dottore in legge. Ha anche un Bachelor in Filosofia tomistica.
Ha svolto la carriera di avvocato e allo stesso tempo si è impegnato in politica (venendo nominato politico dell'anno). Membro del Centro Democratico Umanista (PSC), ne è stato un membro dal 1971 al 1991 e Presidente della camera dei rappresentanti dal 1980 al 1981. È stato ministro dell'interno dal 1974 al 1977, dell'istruzione nazionale dal 1977 al 1979 e dell'interno e servizio pubblico dal 1986 al 1988. Durante la sua carica al Ministero degli interni, dal 1974 al 1977, ha condotto le fusioni dei comuni.

## Pubblicazioni
- Histoire économique du Luxembourg au XIXe siècle, Thuillies, Ramgal, 1954.
- La pire époque, Bruxelles, Vander, 1988.
- La belle époque, Virton, Michel Frères, 1989.
- La grande époque, Bruxelles, Vander, 1990.
- Histoire de Virton, des origines à l’an 2000, en coll. Avec Messieurs Lambert, Petit et Vaulet, 1998..
- Gaumaiseries, Chroniques, Virton, Michel Frères, 1994.
- Frisson de l’an 2000, roman, Virton, Michel Frères, 1999.
- Le magasin aux aventures, biographie romancée de Marguerite Brouhon, Éd. 47, Virton, 2003.
- Les petits vieux, Éd. 47, Virton, 2003.
- Parlotes de la table carrée, Éd. 47, Virton, 2004.
- La ronde des vents, roman, Éd. Michel Frères, Virton, 2006.
- Avocats en liberté, essai, Éd. Michel Frères, Virton, 2006.